# Księżna Łowicka (film)
Księżna Łowicka – polski film historyczny z 1932 roku, zrealizowany według powieści Wacława Gąsiorowskiego o tym samym tytule z 1908 roku. Alternatywny tytuł Noc listopadowa. Pierwszy polski film kostiumowy na wielką skalę, jeden z pierwszych polskich stuprocentowców (dźwięk).

## O filmie
W roli tytułowej wystąpiła ówczesna „królowa polskiego ekranu” Jadwiga Smosarska. Film został zrealizowany z okazji setnej rocznicy wybuchu powstania listopadowego (1830-1831). Opowiada o życiu Joanny Grudzińskiej, żony wielkiego księcia Konstantego. Jednak twórcy filmu (jak również jego literackiego pierwowzoru) podeszli dość swobodnie do prawdy historycznej. Główna bohaterka zmuszona do poślubienia wielkiego księcia, skrycie i ze wzajemnością kocha Waleriana Łukasińskiego, konspiratora i bojownika o wolność Polski. Wątek ten jest całkowicie zmyślony. Film przed wojną był źle oceniany przez krytyków za fałszowanie historii. Doceniono jednak wierne odtworzenie realiów epoki, a zwłaszcza efektowne ukazanie wybuchu powstania listopadowego. Sceny z udziałem wojska zrealizowano przy wsparciu Szkoły Podchorążych Piechoty z Ostrowi Mazowieckiej – uczniowie szkoły wystąpili w mundurach historycznych z 1831 roku.
W zbiorach Filmoteki Narodowej znajdują się dwie kopie filmu. W latach 2010–2012 materiały poddano cyfrowej rekonstrukcji, następnie zestawiono ze sobą, by uzyskać jak najpełniejszą wersję. Film nadal jednak nie jest kompletny. Niekompletną czołówkę odtworzono na podstawie programu kinowego i listy dialogowej.
Prawa do filmu: dzieło osierocone (dyspozytariuszem jest Filmoteka Narodowa).

## Obsada
- Jadwiga Smosarska – hrabianka Joanna Grudzińska
- Stefan Jaracz – wielki książę Konstanty Pawłowicz
- Józef Węgrzyn – major Walerian Łukasiński
- Stanisław Gruszczyński – poeta Alojzy Szczygieł
- Artur Socha – Piotr Wysocki
- Aleksander Zelwerowicz – Broniec, marszałek zamku
- Amelia Rotter-Jarnińska – matka Joanny
- Loda Niemirzanka – pokojówka Joanny
- Jan Szymański – generał Dmitrij Kuruta
- Lucjan Żurowski – generał Aleksy Gendre
- Juliusz Łuszczewski – Makrot, szpieg Wielkiego Księcia

## Fabuła
Rosyjski wielki książę Konstanty zakochuje się w polskiej hrabiance Joannie Grudzińskiej, która w zostaje zmuszona do zaręczyn z nim, by móc mieć wpływ na przyszłość ojczyzny i losy Polaków. Joanna kocha jednak innego – Polaka majora Waleriana Łukasińskiego, wolnomularza i członka związku patriotycznego. Łukasiński zostaje zdemaskowany, aresztowany i poddany torturom, lecz nie zdradza spiskowców, swoich towarzyszy. Joanna, jako żona Konstantego, otrzymuje tytuł Księżnej Łowickiej (zob. Księstwo łowickie). Mija kilka lat. Kiedy wybucha powstanie listopadowe major Łukasiński zostaje uwolniony przez powstańców, a Konstanty i Joanna opuszczają Belweder.